# Yassine El-Kharroubi
Yassine El-Kharroubi né le 29 mars 1990 à Dreux, est un footballeur international marocain évoluant au poste de gardien de but. Il évolue entre juillet 2020 et juin  2021 en National 2 au Football Club de Versailles 78.

## Biographie

### Clubs

#### Juniors à Dreux puis à Chartres
Son parcours junior se fait principalement à l'Atlas Dreux. À 14 ans il part pour le FC Chartres jouer en U14 DH.

#### EA Guingamp
Il débute en National à l'EA Guingamp en 2010, après avoir longtemps évolué avec l'équipe réserve, en CFA et CFA2.

#### Prêt à l'US Quevilly
En 2011, il est contacté par le Raja de Casablanca, qui lui propose de signer en échange de 90 000 €. Il refuse néanmoins et affirme vouloir rester en France, « pour progresser et devenir un grand gardien de but » selon un proche. En juillet, il est prêté par l'EAG à l'US Quevilly, récemment promue en National.
À la surprise générale, c'est lui qui est choisi par Régis Brouard pour jouer la finale de la coupe de France de football 2011-2012. Il réalise un grand match et « réussit sa finale » en n'encaissant qu'un seul but, à la 28e minute, et en résistant aux maints assauts lyonnais.

#### Prêt à Bourg-Péronnas
En août 2012, il est prêté à Bourg-Péronnas, un club qui évolue en National.

#### De la France au Maroc
En juillet 2013, Yassine El-Kharroubi décide de relancer sa carrière, il choisit alors le championnat marocain et rejoint le club du Maghreb de Fès.

### Sélection
Il fait partie de la sélection marocaine olympique.Avec laquelle il se qualifie aux JO 2012 à Londres en arrivant à la finale du Championnat d'Afrique des nations des moins de 23 ans et perd en finale contre le Gabon.
Il est sélectionné par Hervé Renard avec l'équipe nationale du Maroc à la suite de l'absence de Yassine Bounou pour prendre part au match amical face au Congo, le 27 mai 2016 à Tanger.

## Statistiques

### En sélection
Le tableau suivant liste les rencontres de l'équipe du Maroc dans lesquelles Yassine El-Kharroubi a été sélectionné depuis le 27 mai 2016 jusqu'à présent.

## Palmarès

### En club
US Quevilly
- Coupe de France
  - Finaliste en 2012

### En sélection
Maroc olympique
- Championnat d'Afrique des nations des moins de 23 ans
  - Finaliste en 2011